# Julia Beljajeva
Julia Beljajeva (Tartu, 21 luglio 1992) è una schermitrice estone, specializzata nella spada.

## Palmarès
- Giochi olimpici

Tokyo 2020: oro nella spada a squadre.
- Mondiali

Budapest 2013: oro nella spada individuale.
Kazan 2014: argento nella spada a squadre.
Lipsia 2017: oro nella spada a squadre e bronzo nella spada individuale.
- Europei

Legnano 2012: bronzo nella spada a squadre.
Zagabria 2013: oro nella spada a squadre.
Montreux 2015: argento nella spada a squadre.
Toruń 2016: oro nella spada a squadre.
Tbilisi 2017: bronzo nella spada individuale.
Novi Sad 2018: bronzo nella spada individuale e nella spada a squadre.